# عصای پری
عصای پَری (نام علمی: Chamaelirium) نام یک سرده از خانواده گل‌خوشه‌ایان است.